# Бадряш-Актау
Бадря́ш-Акта́у (рос. Бадряш-Актау, башк. Бәҙрәш-Аҡтау) — присілок у складі Янаульського району Башкортостану, Росія. Входить до складу Воядинської сільської ради.
Населення — 24 особи (2010; 14 у 2002).
Національний склад:
- башкири — 79 %